# Kortbekzeekoet
De kortbekzeekoet of dikbekzeekoet (Uria lomvia) is een vogel uit de familie van de alken (Alcidae). De wetenschappelijke naam van de soort werd in 1758 als Alca lomvia gepubliceerd door Carl Linnaeus.

## Veldkenmerken
De kortbekzeekoet is een forse alkachtige met een lengte van 40 à 44 centimeter en een spanwijdte van 64 tot 75 centimeter. Het is een zeevogel. Hij lijkt vrij veel op de gewone zeekoet (Uria aalge); zijn snavel is echter wat dikker en heeft een witte lijn langs de snavelbasis.

## Leefwijze
Zijn voedsel bestaat uit schaaldieren en vis, zoals Arctische kabeljauw (Boreogadus saida) en lodde (Mallotus villosus), die hij al duikend en zwemmend vangt onder water. De kortbekzeekoet is een arctische soort en broedt het liefst op smalle richels, vaak in gemengde kolonies met bijvoorbeeld drieteenmeeuwen (Rissa tridactyla). Ze arriveren op de broedgebieden in april of mei en verlaten deze weer zodra de jongen uit zijn gevlogen tegen eind juli en begin augustus.

## Verspreiding
Het broedgebied van de kortbekzeekoet in het Noord-Atlantische deel van z'n verspreidingsgebied omvat Groenland, enkele kolonies in het noordoosten van Canada (e.g. in Newfoundland en Labrador), IJsland, Jan Mayen, Spitsbergen, Nova Zembla, Frans Jozefland en enkele locaties aan de Noorse en Russische noordkust. Broedvogels uit kolonies op Spitsbergen overwinteren vooral in de wateren van Zuidwest-Groenland, Newfoundland en Labrador, terwijl broedvogels uit kolonies op Bereneiland 's winters vooral naar IJslandse wateren trekken. Overwinteraars kunnen zuidelijk gevonden worden tot aan Midden-Noorwegen - soms worden ze als dwaalgast langs Britse en West-Europese kusten gezien. In Nederland zijn van 1900 tot 2000 zeven goed gedocumenteerde waarnemingen gedaan en vier van 2001 tot 2021.
Er worden vier ondersoorten onderscheiden:
- Uria lomvia lomvia: van Noordoost-Canada tot Nova Zembla. Zeer grote kolonies (enkele hoger dan 100.000) bevinden zich in Zuidoost-Spitsbergen en Bereneiland.[4]
- Uria lomvia eleonorae: van oostelijk Tajmyr tot de Nieuw-Siberische Eilanden.
- Uria lomvia heckeri: Wrangel en Herald en Tsjoekotka.
- Uria lomvia arra: van noordelijk Japan tot de Aleoeten en zuidoostelijk Alaska.

## Status
De grootte van de wereldpopulatie werd in 1996 geschat op meer dan 22 miljoen individuen. Men veronderstelt dat de aantallen van de soort toenemen. Om deze redenen staat de kortbekzeekoet als niet bedreigd op de Rode Lijst van de IUCN.

## Afbeeldingen

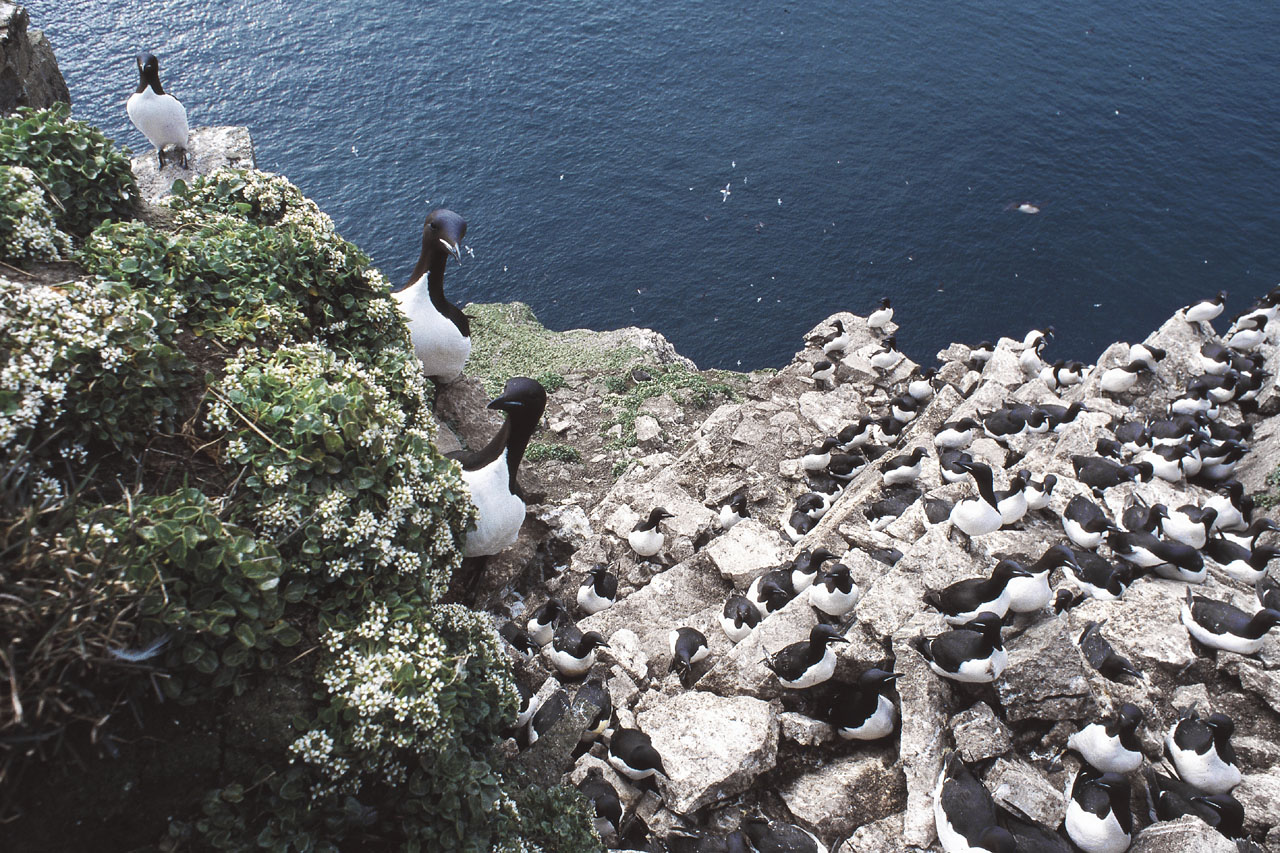
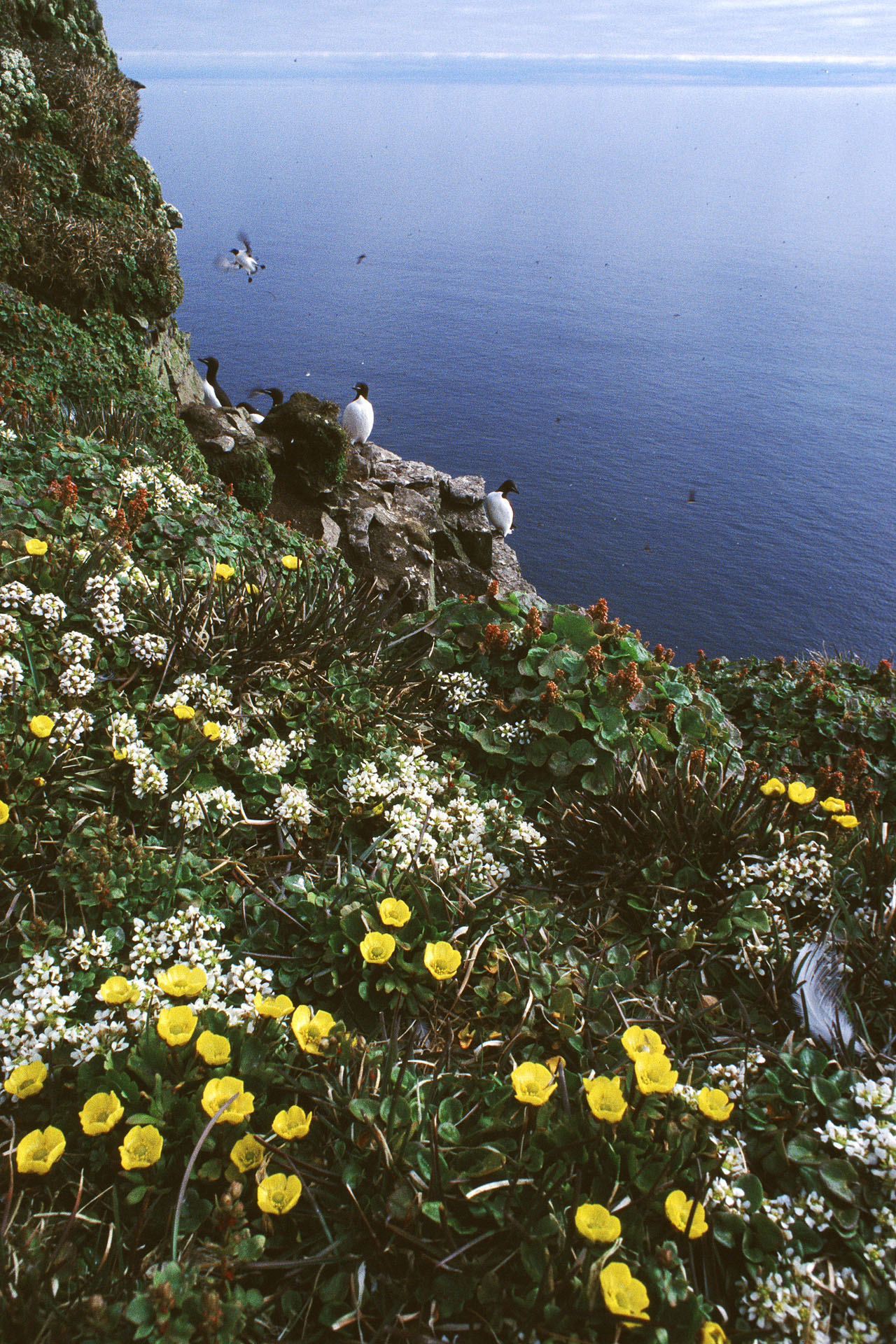
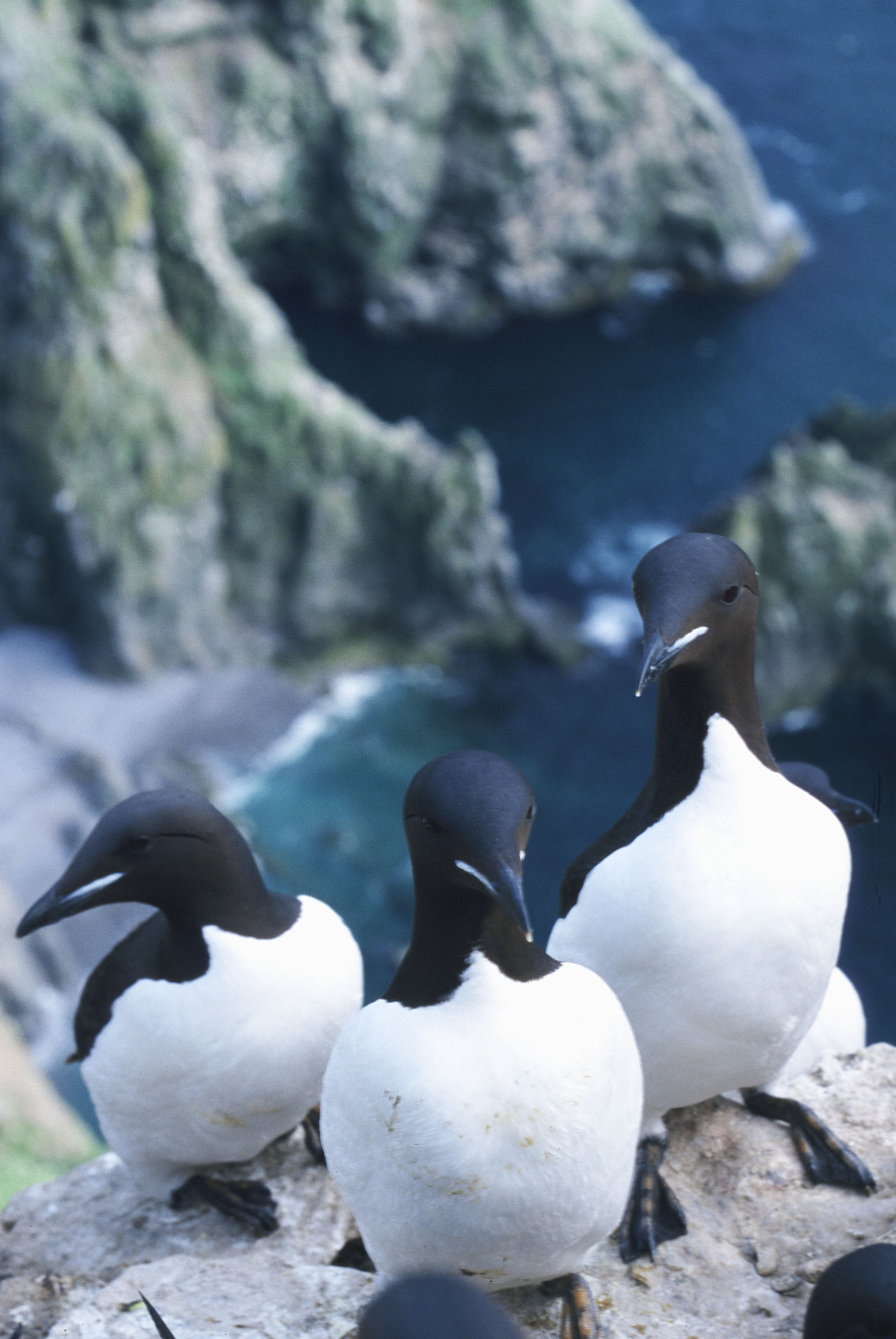